# Zełenohajiwka
Zełenohajiwka (ukr. Зеленогаївка) – dawna wieś na Ukrainie, w obwodzie lwowskim, w rejonie jaworowskim. Leżała między Balicami, Czyszkami a Koniuszkami.
Do 1946 toku nosiła nazwę Rustweczko (ukr. Руствечко).
Na początku XX w. właścicielką tutejszego majątku ziemskiego była Teresa Romanowska, od 1915 r. żona artysty malarza Jana Talagi. Oboje mieszkali w nim i gospodarowali przez następne lata, podnosząc go powoli z ruin.
W II Rzeczypospolitej do 1934 samodzielna gmina jednostkowa. Następnie miejscowość należała do zbiorowej wiejskiej gminy Mościska w powiecie mościskim w woj. lwowskim. Rustweczko utworzyło wtedy gromadę, składającą się z miejscowości Rustweczko.
Podczas II wojny światowej w gminie Myślatycze w Landkreis Lemberg w dystrykcie Galicja (Generalne Gubernatorstwo). Liczyło wtedy 373 mieszkańców. 
W październiku 1943 Niemcy i Ukraińska Policja Pomocnicza zamordowali tutaj 12 Polaków.
Po wojnie w Związku Radzieckim. W 1946 roku zmieniono nazwę wsi na Zełenohajiwka. W 1987 roku miejscowość zlikwidowano.
W Rustweczku urodził się Bronisław Zub (1927-1991) – inżynier, społecznik, wolontariusz Fundacji im. Brata Alberta.